# Université de Wakō
L'université de Wakō est une université japonaise.

## Statuts
L’université de Wakō est une université japonaise publique indépendante.

## Études
L'université propose des programmes dans les domaines :
- des études humaines contemporaines ;
- de représentations ;
- d'économie et d'administration des affaires[2].

## Étudiants célèbres
- Kōji Kumeta[3]
- Issei Sagawa[4]